# Slakka sameby
Slakka sameby (tidigare Sierri eller Serri sameby) är en av två skogssamebyar i Jokkmokks kommun och Jokkmokks församling i Lappland och Norrbottens län.
Slakka har sitt område i huvudsak nordost om Jokkmokk på landet mellan Stora och Lilla Luleälv med Harsprånget som avgränsning i nordost. Byn omges till största delen av Sirges fjällsameby, förutom på en sträcka i nordost där den gränsar mot Gällivare skogssameby. Området har historiskt hört till Sjokksjokks lappby i Lule lappmark.
Att byn är en skogssameby innebär att renarna är i skogslandet hela året. Åretruntmarkerna ligger ovanför lappmarksgränsen och vinterbetesmarkerna nedanför.

## Området
I söder "från Lilla Luleälvs sammanflöde med Stora Luleälv, förstnämnda älv till bäckmynningen strax öster om Nelkerim".
I väster "uppefter (den ovan nämnda) bäcken som utmynnar i Lilla Lule älv strax öster om Nelkerim, till Harrejaure och därifrån en rät linje över denna sjö och vidare till Lulle Ållojaures sydligaste vik, över denna sjö till dess västligaste ände, bäcken till Allep Ållojaure, en rät linje över denna sjö och järnvägen till södra änden av Sjatjoripme, denna sjö till dess norra ände, därifrån en rät linje till Pajep Sjatjoripmes sydligaste vik, över denna sjö och uppefter bäcken till Samonåivejaure, över denna sjö och en rät linje till Tapmokjaurats östra ände och vidare en rät linje till Kailavarats högsta topp".
I norr "från Kailavarats högsta topp en rät linje österut till kartans 'P' i Pakkojokk och ned efter denna bäck till dess utflöde i Stora Luleälv samt denna älv till dess sammanflöde med Lilla Luleälv".
I öster "sträcker sig samebyn så långt som samerna enligt sedvanerätt plägat utsträcka sina flyttningar".
Längden är ovanför lappmarksgränsen är cirka 64 kilometer. Största bredd är cirka 16 kilometer. Arealen var (1968) 751 km², vilket gör Slakka till den ytmässigt minsta skogssamebyn i Sverige.
Fram till år 1946 ingick Slakka och Udtja samebyar i Jokkmokks skogslappby, vilken upplöstes detta år.

## Historia

### Sjokksjokks lappby
Slakka sameby omfattar ett område som historiskt hört till lappbyn Sjokksjokk eller Sjocksjokk som finns omnämnd i historiska källor från 1500-talet och framåt. Det var en skogssamisk by som omfattade merparten av Jokkmokks sockens östra del.
Sjokksjokk antas ha fått sitt namn efter en å med samma namn, som faller ut i Luleälven en bit ovanför sammanflödet mellan Lilla och Stora Lule älv. Där kan lappbyns gamla vinterviste ha legat.
I en statlig utredning från 1882 sades om Sjokksjokks lappby att där fanns både fjällsamer och skogssamer, av vilka de senare samtidigt var gårdsbrukare. När byindelningen sedan formaliserades genom 1886 års renbeteslag blev Sjokksjokk en av fyra lappbyar i Jokkmokks socken. Den bytte senare namn till Serri lappby och i början av 2000-talet blev namnet Slakka sameby.

### Språk
Befolkningen inom Slakka sameby tillhör språkhistoriskt den lulesamiska språkgruppen.

### Äldre förhållanden
Ernst Manker anger en del Äldre förhållanden;

Serri och Slakka har varit visten med endast kåta och renvall. I Serri låg kåtan vid kallkällan. Andra äldre visten har funnits kring Suoksjokk ("Sjokksjokk" eller "Sjåkksjåkk"), som varit ett gammalt skogssamiskt centrum (talvatisområde). Vid Pastajaure, Suoksjaure och Råntjajaure har man funnit rester efter gamla förfallna timmerkåtor.
Flyttning med så kallade akjarajder upphörde i detta område omkring år 1900. Sedan gammalt har tolkning efter ren och kappkörning varit en sport i området. "På 'gamle Rims' tid sköts inte sarvarna utan togs med lasso och stacks med kniv. 'Gubben Rim' var känd för sina kroppskrafter. På väg hem med en slaktad sarv på ryggen gick han ur tiden; hittades död med sin börda vid en trädstubbe, där han satt sig för att vila".
Manker uppger även att det förekommit pärlfiske i bäcken Suoksjokk. Där har man sedan gammalt fiskat pärlmusslor, vilket dock inte varit av någon större ekonomisk betydelse för byn.

## Kultplatser
Man har noterat kultplatser vid Ligga, Anavare, Ailes, Vajkijaure, Järtajaure, Järtatjåkko, Suoksávrre, Suoksåive samt vid Käinstajauratj.

## Platser inom Slakka sameby (Mankers ordning)
| - Påstojaur - Serri - Slakka - Rapposkaite - Valtavare - Suoksjokk (Sjokksjokk/Sjåkksjåkk) - Kuouka | - Nordanå - Njuoravuolle - Messaure - Juggijaur - Padjerim - Vuollerim |

### Järnvägsstationer vidInlandsbanan
- Harsprånget
- Ligga
- Tellejokk
- Vajkijaur (Vaikijaur)

### Sjöar
- Ailesjaure
- Anajaure
- Övre Ållojaure
- Nedre Ållojaure
- Tjatserim
- Järtajaure
- Harrejaure